# Gustav von Köppen

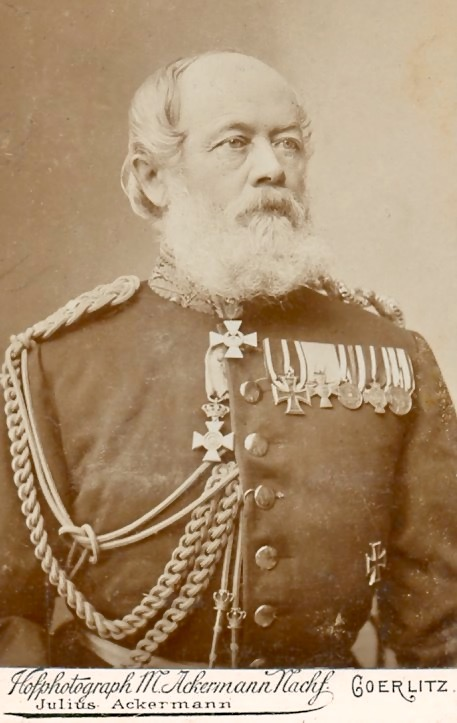
Gustav v. Köppen, 1880er Jahre in Görlitz.

Gustav Heinrich Leopold von Köppen (* 9. August 1821 in Kolberg; † 9. August 1896 in Görlitz) war ein preußischer Generalleutnant.

## Leben

### Herkunft
Die Familie erhielt den preußischen Adel am 17. Juni 1717 durch den Artillerieoffizier Peter Rudolf Köppen und etwas früher durch dessen Bruder Maximilian Köppen, zu dessen Nachkommen der General zählt.
Gustav war ein Sohn von Ernst von Köppen (1789–1866) und dessen Ehefrau Johanne, geborene Klemm (1800–1837). Der Dichter und Militärschriftsteller Fedor von Köppen (1830–1904) war sein jüngerer Bruder.

### Militärkarriere
Nach dem Besuch der Gymnasien in Aachen und Brieg trat Köppen am 1. Dezember 1838 als Musketier in das 22. Infanterie-Regiment der Preußischen Armee ein und avancierte bis Anfang Juni 1841 zum Sekondeleutnant. Vom 1. April 1847 bis zum 31. März 1848 war er zum 6. kombinierten Reserve-Bataillon und im Anschluss als Adjutant des I. Bataillons im 22. Landwehr-Regiment in Gleiwitz kommandiert. Nach seiner Rückkehr in sein Stammregiment war Köppen Adjutant des Füsilier-Bataillons. Vom 12. Juli 1852 bis zum 31. März 1857 war er Regimentsadjutant und wurde zwischenzeitlich Premierleutnant. Daran schloss sich von Ende April 1857 bis Ende September 1858 seine Kommandierung zum Infanterie-Lehrbataillon an. Im Anschluss daran kam er vom 1. Oktober 1858 bis zum 27. April 1859 zum 5. Jäger-Bataillon. Am 31. Mai 1859 kehrte Köppen als Kompaniechef in das 22. Infanterie-Regiment zurück. 1866 nahm er am Deutschen Krieg teil, kam danach am 30. Oktober 1866 als Major in das neuformierte Infanterie-Regiment Nr. 75 und wurde Mitte November 1867 Kommandeur des II. Bataillons.
Während des Krieges gegen Frankreich nahm Köppen 1870/71 an den Schlachten bei Gravelotte und Noisseville sowie den Belagerungen von Metz, Thionville, Mézières und Montmédy teil. Ferner befand er sich bei den Gefechten bei Bois-de-Vaux, Rimagne, Marac, Chassois und Ponfarlier. Am 18. Januar 1871 wurde Köppen zum Oberstleutnant befördert und ausgezeichnet mit beiden Klassen des Eisernen Kreuzes nach dem Friedensschluss am 12. Oktober 1871 als Kommandeur in das 6. Ostpreußische Infanterie-Regiment Nr. 43 versetzt. In dieser Stellung stieg er Ende März 1873 zum Oberst und avancierte am 12. November 1878 als Generalmajor zum Kommandeur der 3. Infanterie-Brigade. Am 9. September 1882 erhielt er den Roten Adlerorden II. Klasse mit Eichenlaub und wurde am 5. Mai 1883 unter Verleihung des Charakters als Generalleutnant mit Pension zur Disposition gestellt. Er starb am 9. August 1896 in Görlitz.
In seiner Beurteilung schrieb der General Stuckrat am 1. Januar 1862: Klarer Verstand, Entschiedenheit und Energie des Charakters, vielseitige Bildung, reifes Urteil, gewandte und sichere Handhabung des Dienstes in allen Richtungen, Lust und Liebe zur Sachen und stets taktvolles Benehmen in und außer Dienst zeichnen ihn vorteilhaft aus und mach ihn vorzugsweise für eine höhere Stellung geeignet, in der es unzweifelhaft einen sehr günstigen Einfluß auf das ihn untergebene Offizierskorps ausüben wird.

### Familie
Köppen heiratete am 18. Oktober 1859 in Görlitz Adele von Müller (1833–1913). Das Paar hatte mehrere Kinder:
- Agnes (1860–1890) 1890 ⚭ Dr. med. Hinsch (aus Lippspringe)
- Ella (* 1862), Stiftsdame in Kolberg
- Kurt (1863–1905), deutscher Marinestabsarzt a. D. ⚭ 1899 Hulda Caspers (* 1873)
- Arthur (1864–1866)
- Elise (* 1866), Oberin der Kaiserin-Augusta-Stiftung
- Alfred (* 1858), preußischer Oberstleutnant a. D. ⚭ 1895 Gertrude Auguste Erdmute Nickisch von Roseneck (* 1877)
- Anna (1870–1935) ⚭ 1895 Werner von Lochow (1861–1908)[4], Herr auf Schenkendorf sowie Bruder des Saatzüchters Ferdinand III. von Lochow-Petkus und der Generäle Erich von Lochow resp. Ewald von Lochow
- Minka (1872–1956) ⚭ 1900 Paul von Uckro (1862–1919), Senatspräsident und Majoratsherr auf Uckro[5]
- Else (1874–1880)
- Erna (1876–1933) ⚭ 1898 Kurt von Lewinski († 1942), Oberamtmann a. D., Hauptmann a. D.